# Megapentes
Megapentes (en griego: Μεγαπένθης, esto es, «gran pena»), según la mitología griega, fue rey de Argos después de Perseo. Fue hijo de Preto y padre de Argeo.

## Historia
Megapentes era el hijo único varón del rey Preto, aunque ninguna fuente nos dice el nombre de su madre. Originalmente reinaba sobre Tirinto, cuyo trono recibió solo en parte, ya que su padre tuvo que compartirlo con el adivino Melampo y el hermano de este, Biante, a cambio de la curación de la locura de sus hijas las Prétides, causada por la reticencia del culto a Dioniso o bien Hera. Conforme a la leyenda, intercambió su reino con Perseo, su primo, quién tras dar muerte a su abuelo Acrisio se sintió avergonzado para seguir gobernando Argos. Otros dicen que el hijo de Megapentes fue el propio Anaxágoras, e incluso también tuvo una hija, Ifianira, que casó con Melampo.
| Predecesor: Preto  | Reyes de Tirinto | Sucesor: Perseo |
| Predecesor: Perseo | Reyes de Argos   | Sucesor: Argeo  |